# Живко Янев
Живко Янев е български художник.

## Биография
Роден е на 10 март 1954 година в петричкото село Сестрино, днес Богородица. Завършва Строителния техникум в Благоевград. По-късно е приет да следва в Художествената академия в София. Завършва образованието си в Художествената академия в Ленинград, днес Санкт Петербург, където се дипломира в 1985 година. От 1986 година е преподавател в Националната хуманитарна гимназия „Св. св. Кирил и Методий“. Автор е на редица самостоятелни изложби. Излага в Благоевград, София, Пловдив, Хърватия, Унгария и други. Творбите му са в частни колекции в България и чужбина. Член е на Съюза на българските художници и е председател на клона му в Благоевград.